# Шахта ім. М. С. Сургая
ДП «Шахта ім. М. С. Сургая» (раніше ДВАТ «Шахта Південнодонбаська № 3», ДП «Шахта Південнодобаська № 3 ім. М. С. Сургая») - вугледобувне підприємство у м. Вугледар. Названа іменем Сургая Миколи Сафоновича — 7-го Міністра вугільної промисловості України, доктора технічних наук (2003), професора; Героя України (2003), лауреата Державної премії України в галузі науки і техніки (2002)[1], заслуженого шахтаря України (1979).
Фактичний видобуток 3176/3896 т/добу (1990/1999). У 2003 р видобуто 1,290 млн т. Максимальна глибина робіт 939/866 м (1990/1999). Протяжність підземних виробок 68,7/74,6 км (1990/1999).
Шахта розробляє пласти с13, с11, с10 потужністю 0,7-1,65 м з кутом падіння пластів 5-10°. Пласти небезпечні з вибуху вугільного пилу. Кількість діючих очисних вибоїв 7/4, підготовчих 13/13 (1990/1999).
28 липня 2017 року розпочалася рішенням власників в особі Міністерства енергетики та вугільної промисловості України процедура банкрутства та ліквідації юридичної особи підприємства.
Кількість працюючих: 4551/4321/3623 осіб, з них підземних 3114/2888 осіб (1990/1999/2003).
Адреса: 85670, м. Вугледар, Донецької обл.